# Dhofar
Dhofar er den sydligste region i Oman. Hovedstaden er Salalah.
Dhofar er et af områderne røgelse traditionelt kommer fra, med byen Ubar som handelscentrum.
I 1960'erene og 70'erne var der en guerillakrig, understøttet af Yemen, imod den omanske regering i Dhofar.
| Geografi/geologi | Spire Denne artikel om geografi er en spire som bør udbygges. Du er velkommen til at hjælpe Wikipedia ved at udvide den. |

18°N 54°Ø / 18°N 54°Ø